# Codici postali del Liechtenstein
Questa voce contiene l'elenco dei codici postali del Liechtenstein. 
- 9485 Nendeln
- 9487 Gamprin
- 9488 Schellenberg
- 9490 Vaduz
- 9491 Ruggell
- 9492 Eschen
- 9493 Mauren
- 9494 Schaan
- 9495 Triesen
- 9496 Balzers
- 9497 Triesenberg
- 9498 Planken